# Braathens-S.A.F.E.-Flug 239
Auf dem Braathens-S.A.F.E.-Flug 239 (Flugnummer: BU239) verunglückte am 23. Dezember 1972 eine Fokker F28-1000 Fellowship bei Vestmarka, Asker. Bei dem Unfall kamen 40 von 45 Personen an Bord ums Leben, eine weitere starb wenige Jahre später an den Spätfolgen des Unfalls.

## Flugzeug
Die Maschine war eine Fokker F28 Fellowship 1000, die am 14. April 1969 ihren Erstflug absolviert hatte, ehe sie am 29. April 1969 an die Braathens S.A.F.E. ausgeliefert wurde. Sie trug die Werknummer 11011 sowie das Luftfahrzeugkennzeichen LN-SUY und wurde auf den Namen Sverre Sigurdsson getauft. Braathens S.A.F.E. war Erstkunde der Fokker F28 und die Sverre Sigurdsson ging als erste Maschine dieses Typs in Betrieb. Im Jahr 1972 betrieb die Fluggesellschaft sechs Maschinen dieses Typs, musste jedoch auch Ausfälle durch einige Kinderkrankheiten dieses gerade erst neu eingeführten Flugzeugtyps hinnehmen. Die Maschine war mit 65 Sitzplätzen ausgerüstet und bei der Norsk Flyforsikringspool versichert. Das zweistrahlige Kurzstreckenflugzeug war mit zwei Triebwerken des Typs Rolls-Royce Spey 555-15 ausgerüstet und hatte bis zum Zeitpunkt des Unfalls 16.710 Betriebsstunden bei 8228 Starts und Landungen absolviert.

## Besatzung
Die dreiköpfige Besatzung bestand aus zwei Piloten in den Funktionen des Flugkapitäns und des Ersten Offiziers sowie einer Flugbegleiterin.
Der Flugkapitän wurde im Jahr 1951 bei den Norwegischen Luftstreitkräften zum Piloten ausgebildet und flog seit dem 15. Mai 1956 für Braathens S.A.F.E. Am 3. Juni 1962 wurde er zum Kapitän befördert, am 7. Dezember 1963 zum Prüfkapitän. Er war im Besitz von Musterberechtigungen für die Flugzeugtypen Douglas DC-4, Douglas DC-6, Fokker F-27 und Fokker F-28. Bis zum Zeitpunkt des Unfalls hatte der Flugkapitän 12.960 Flugstunden in militärischen wie zivilen Flugzeugen absolviert. Seine Flugerfahrung mit der Fokker F-28 belief sich auf 2.163 Flugstunden.
Der Erste Offizier wurde 1963 zum Piloten ausgebildet. Die Braathens S.A.F.E. stellte ihn am 1. März 1970 ein. Er besaß Musterberechtigungen für die Flugzeugtypen Douglas DC-3, Fokker F-27 und Fokker F-28. Bis zum Zeitpunkt des Unfalls hatte der Erste Offizier 5.150 Flugstunden absolviert, davon 3.250 Flugstunden in militärischen wie kommerziellen Passagierflugzeugen. Seine Flugerfahrung mit der Fokker F-28 belief sich auf 910 Flugstunden.

## Passagiere und Flugplan
Für den norwegischen Inlandslinienflug BU239 von Ålesund-Vigra nach Oslo-Fornebu hatten 42 Passagiere in der Maschine Platz genommen. Die Flugdauer sollte etwa 45 Minuten betragen. Unter den 42 Passagieren befanden sich vier Säuglinge. Da der Flug einen Tag vor Heiligabend durchgeführt wurde, befanden sich mehrheitlich Personen an Bord, die sich auf dem Weg nach Hause, zu weihnachtlichen Familienbesuchen oder zu Auslandsurlauben über die Weihnachtsfeiertage befanden. Da es sich um einen Kurzstrecken-Inlandslinienflug handelte, wurden auf dem Flug lediglich Softdrinks und Bier serviert, jedoch kein Kaffee.

## Flugverlauf
Die Maschine hob mit einer geringfügigen Verspätung um 16 Uhr in Vigra ab. Der Flug verlief ansonsten ohne besondere Vorkommnisse. Bei standardmäßigen Anflügen auf Oslo war das Überfliegen des Drehfunkfeuers „Rumba“ vorgesehen, anschließend sollte eine halbe Minute lang eine Linkskurve von 15 Grad geflogen werden, um für eine Landung auf Bahn 06 im Instrumentenflug ausgerichtet zu sein. Das Manöver wurde üblicherweise in einer Flughöhe von 3500 Fuß (ca. 1100 Meter) durchgeführt. Bei gutem Wetter flogen Piloten häufig eine Abkürzung, um den Anflug schneller durchzuführen. Aufgrund der Geländebeschaffenheit konnte es vorkommen, dass ILS-Signale um bis zu 25 Grad abwichen, was Piloten dazu veranlassen würde, verfrüht in die Kurve einzufliegen. Auf diese Weise würden Maschinen auf einen fehlerhaften Kurs geführt, auf dem sie eine Hügelkette überfliegen würden. Das Problem war allgemein bekannt, weshalb Piloten im Anflug die Position des Drehfunkfeuers in Asker überprüften, um sich zu vergewissern, dass sie sich auf dem richtigen Kurs befinden.
Die Maschine flog an diesem Tag bei dem Anflug in der Dunkelheit und bei Nebel diese Abkürzung. Die Piloten schätzten ihre Flugposition falsch ein und flogen die Kurve 10 Seemeilen (19 Kilometer) zu früh. In dieser kritischen Phase führten die Piloten mit dem Fluglotsen sachfremde Gespräche, konkret ging es um Weihnachtsfeiern. Die Maschine sank derweil unter die Sicherheitsflughöhe, während die Piloten die Auftriebshilfen und das Fahrwerk ausfuhren, als befände sich die Maschine auf dem richtigen Kurs. Um 16:33 Uhr schlug die Maschine auf einem Hügel nahe dem Asdøltjern-See in Vestmarka auf. Die Maschine hatte sich 4 Seemeilen (7 Kilometer) weit weg vom vorgeschriebenen Kurs befunden.

## Such- und Rettungsaktion

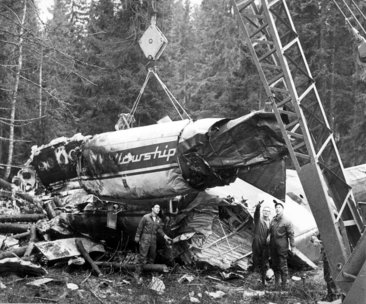
Bergung des Wracks

Den Aufprall hatten zunächst sieben Insassen überlebt, die jedoch allesamt verletzt waren und einen Schock erlitten hatten. Einer der Überlebenden half zwei anderen, aus dem brennenden Wrack zu entkommen. Die Überlebenden versammelten sich in einiger Entfernung zum Wrack. Später erklärten sie gegenüber der Presse, dass sie alle derart unter Schock gestanden hätten, dass keiner von ihnen über die Möglichkeit nachdachte, Hilfe zu holen, wobei jedoch auch keiner der Überlebenden wusste, wo sie sich befanden. Zwei der ursprünglichen Überlebenden starben später, womit die Zahl der Todesopfer auf 40 stieg.
Obwohl die Rettungsaktion zeitnah eingeleitet wurde, dauerte es nahezu sechseinhalb Stunden, bis die Rettungsmannschaften die Unfallstelle fanden. Die Flugsicherung in Fornebu bemerkte, dass das Flugzeug von ihrem Radar verschwunden war, und informierte die Polizeiinspektion Asker und Bærum um 16:36 Uhr über einen möglichen Absturz. Um 16:57 Uhr kontaktierte die Flugsicherung die Polizeiinspektion in Drammen und bat um eine Suche in der Gegend um einen Bauernhof beim Ort Solli, wo sie die Maschine vermutete. Obwohl ihre Angaben zur möglichen Absturzstelle akkurat waren, gab die Flugsicherung der Polizei falsche topographische Angaben durch. Die Polizeiinspektion Asker und Bærum entsandte um 17 Uhr zwei Suchtrupps, einen von Asker nach Solli und einen von Sandvika nach Nikebatteriet. Der Suchtrupp aus Asker kam fast unmittelbar an der Absturzstelle vorbei und hielt an, um nach der Maschine zu suchen, fand jedoch keine Hinweise auf eine in der Nähe befindliche Maschine. Um 17:13 Uhr wurde dieser Suchtrupp nach Nikebatteriet abberufen, um dort die Suche weiterzuführen.
Um 18:30 Uhr wurde wieder eine mobile Einsatzzentrale in Solli aufgebaut, und 30 Personen begannen mit der Suche nach der Maschine. Die Unfallstelle lag außerhalb des zu diesem Zeitpunkt festgelegten Suchgebietes. Das Auffinden der Maschine wurde auch dadurch erschwert, dass die Suchmannschaften vorzugsweise Bergspitzen und Höhen absuchten, während die Maschine sich an einem bewaldeten, leicht abschüssigen Hang befand. Aufgrund der weihnachtlichen Feriensaison befanden sich viele Mitarbeiter bereits im Urlaub, wodurch die Polizei einige Zeit brauchte, bis sie genug Personal für die Suchaktion mobilisieren konnte. Um 19:00 Uhr wurde auf einem Bauernhof in Rustand eine zweite Einsatzzentrale aufgebaut. Weitere 30 Personen wurden entsandt, um nach dem Wrack zu suchen, und zusätzliche Einheiten wurden hinzugezogen. Um 20:30 Uhr begannen die Polizei und die Flugsicherung zu zweifeln, ob das Suchgebiet korrekt angegeben war, und beschlossen daher, es zu erweitern. Dadurch wurde die Absturzstelle knapp in den Suchbereich aufgenommen. Eine zweite Erweiterung des Suchgebietes fand um 22:00 Uhr statt. Zu diesem Zeitpunkt nahmen mehr als tausend Menschen, darunter Rettungskräfte und Freiwillige, an der Suchaktion teil.
Das Wrack wurde um 22:50 Uhr von einer Freiwilligengruppe gefunden, die die geschätzte Route des Flugzeugs entlanggegangen war. Fünf Minuten später traf die Besatzung des Such- und Rettungsdienstes des Norwegischen Roten Kreuzes aus Sylling ein. Zu diesem Zeitpunkt wurde die Einsatzzentrale über den Fund informiert. Um 23:24 Uhr startete ein Hubschrauber vom Flughafen Fornebu und landete zunächst um 23:41 Uhr in Solli, um einen Notarzt aufzunehmen. Anschließend flog er zur Unfallstelle weiter, wobei sich der Pilot an den Scheinwerfern der PKW der Suchmannschaften orientierte, die ihm den Weg wiesen. Der Hubschrauber nahm die Schwerverletzten auf und beförderte diese auf zwei Flügen nach Solli, von wo aus sie mit Krankenwagen ins Krankenhaus transportiert wurden. Zwei weitere Verwundete wurden mit Krankenwagen abtransportiert, die zur Unfallstelle vorgefahren waren. Der Rettungseinsatz wurde offiziell um 23:59 Uhr abgeschlossen.

## Unfalluntersuchung
Die Flugunfalluntersuchungskommission kam zu dem Schluss, dass die wahrscheinliche Ursache des Unfalls ein Navigationsfehler war, der aufgetreten sein musste, bevor das Flugzeug auf 1.100 Meter gesunken war. Es wurden keine technischen Fehler an der Maschine festgestellt. In dem Bericht wurde festgestellt, dass es einige Mängel bei den Besatzungsverfahren gab: Ein Funkkompass wurde auf die falsche Frequenz eingestellt, sodass er Peilungen aus Lahti erhielt. Der Flugkapitän führte mit dem Fluglotsen ein privates Gespräch über Weihnachtsthemen und hatte vor dem Flug nicht die vorschriftsmäßigen Ruhezeiten eingehalten. Die Kommission konnte nicht feststellen, dass das Wetter oder der Wind zum Unfall beigetragen hatten, obwohl angemerkt wurde, dass die Dunkelheit und der Nebel die Besatzung daran gehindert haben könnten, mittels visueller Referenzpunkte Hinweis auf ihren Standort zu erhalten.
Der Großteil des Berichts war den Navigationshilfen in Fornebu gewidmet. Der Bericht unterstrich, dass falsche Signale vom Drehfunkfeuer eine wichtige Rolle spielten. Es wurde festgestellt, dass das Funkfeuer für die Landebahn 01 jenes für Landebahn 06 behinderte und dass bis zu drei falsche Signale übertragen werden konnten. Die Kommission empfahl den Fluggesellschaften, Verfahren einzuführen, die sicherstellen, dass immer mehrere Systeme zur Bestimmung von Position und Peilung verwendet werden, da ein einziges System niemals zuverlässig sein könne. Es wurde auch empfohlen, in Drammen ein zusätzliches Funkfeuer zu installieren, um den Anflug auf die Landebahn 06 zu erleichtern, und dass sich die Fluggesellschaften in der Zwischenzeit bei Anflügen auf Landebahn 06 nicht nur auf Funkfeuer verlassen. Der Bericht befasste sich auch mit dem Arbeitsablauf bei der Flugsicherung. Auf dem Flughafen war ein Radarsystem installiert, das jedoch ausschließlich zur Überwachung des Verkehrs diente und nicht als Navigationshilfe angesehen wurde. Die Kommission erklärte, dass die Flugsicherung den Unfall hätte verhindern können, wenn sie erkannt hätte, dass sich das Flugzeug auf dem falschen Weg befindet, und der Fluglotse die Piloten darüber in Kenntnis gesetzt hätte.

## Gedenken
Die Verstorbenen wurden zur Beerdigung in ihre Heimatgemeinden ausgeflogen. Von den Todesopfern stammen 25 Personen aus der Umgebung von Ålesund und wurden am 29. Dezember von Braathens SAFE über einen Charterflug mit einer Boeing 737-200 nach Vigra ausgeflogen. Ein Gedenkgottesdienst wurde am Flughafen abgehalten, anschließend wurden die Särge an die jeweiligen Pfarreien ausgehändigt. In der Nähe der Unfallstelle wurde ein Denkmal für die Opfer errichtet, dieses befindet sich bei einer beliebten Skipiste zwischen Myggheim und Sandungen.

## Bedeutung
Es handelte sich um den ersten tödlichen Zwischenfall einer Fokker F28. Bis zu dem Unfall auf Vnukovo-Airlines-Flug 2801 im Jahr 1996 handelte es sich um den opferreichsten Flugunfall in der Geschichte Norwegens, seitdem ist der Unfall der opferreichste auf dem norwegischen Festland.